# Titan IIIA
Pour les articles homonymes, voir Titan.
Le Titan IIIA ou Titan 3A était un lanceur non récupérable américain de la famille des lanceurs Titan utilisé quatre fois en 1964 et 1965 pour évaluer l'étage supérieur Transtage, qu'on avait l'intention d'utiliser sur la fusée Titan IIIC. Le Transtage était installé au sommet de deux étages directement dérivés de ceux du missile Titan II. La version Titan IIIC reprendra par la suite les éléments de la Titan IIIA en y ajoutant deux propulseurs d'appoint.

## Développement
Dès 1962, Martin Marietta propose à la NASA de développer un lanceur civil utilisant le lanceur Titan 2 surmonté d'un nouvel étage supérieur. L'ensemble est baptisé Titan III (ou Titan 3) car il comporte trois étages. La NASA n'est pas intéressée par le lanceur proposé car elle s'est engagée dans le développement de l'étage supérieur Centaur qui doit donner à la fusée Atlas les capacités de lancement qu'elle recherche. L'Armée de l'Air américaine, également peu intéressée au début, change d'avis car elle doit mettre en orbite géostationnaire des satellites de plus en plus lourds. Martin Marietta développe donc un étage supérieur baptisé Transtage qui peut être rallumé plusieurs fois sur une période de plusieurs jours et qui est conçu notamment pour répondre aux besoins du satellite de reconnaissance KH-8. L'étage Transtage très compact (diamètre de 3,05 m pour une longueur de 4,57 m) est propulsé par deux moteurs-fusées Aerojet AJ10-138 d'une poussée de 36 kN qui utilisent les mêmes carburants que les deux premiers étages du lanceur Titan. Mais, à la même époque, la Titan 3 connaît des problèmes de développement importants et Martin Marietta ne reçoit qu'une commande de 5 lanceurs Titan 3A qui n'auront pas de suite sans doute du fait du coût élevé de l'étage supérieur. Les commandes suivantes porteront sur des Titan 3B, version utilisant l'étage supérieur Agena moins puissant mais beaucoup moins coûteux. Seuls 4 lanceurs Titan 3A sont tirés entre le 1er septembre et le 6 mai 1965 avec un échec (le premier tir). La charge utile la plus lourde placée en orbite a une masse de 4,08 tonnes.

## Historique des lancements
Le Titan IIIA effectue son premier vol le 1er septembre 1964, mais la pressurisation du Transtage échoue, avec pour résultat un arrêt prématuré du moteur et l'impossibilité de mise en orbite . Un second test est réalisé avec succès le 10 décembre. Deux autres lancements eurent lieu en 1965 avec des satellites expérimentaux Lincoln, puis le Titan IIIA est retiré du service.
| Date/Heure (GMT)   | Numéro de série | Charge utile   | Résultat | Remarques                                                        |
| ------------------ | --------------- | -------------- | -------- | ---------------------------------------------------------------- |
| 1er septembre 1964 | 3A-2            | Non disponible | Echec    | Vol d'essai du Transtage Echec de la pressurisation du Transtage |
| 10 décembre 1964   | 3A-1            | Non disponible | Succès   | Vos d'essai du Transtage                                         |
| 11 février 1965    | 3A-3            | LES-1          | Succès   |                                                                  |
| 6 mai 1965         | 3A-4            | LES-2/LCS-1    | Succès   |                                                                  |